# Gnathia calmani
Gnathia calmani är en kräftdjursart som beskrevs av Théodore Monod 1926. Gnathia calmani ingår i släktet Gnathia och familjen Gnathiidae. Inga underarter finns listade i Catalogue of Life.